# Тосіро Масакі
Тосіро Масакі (яп. 戸城 正貴; *13 квітня 1980, м. Хоккайдо, Японія) — японський саночник, який виступає в санному спорті на професійному рівні з 1996 року. Є ветераном національної команди, як учасник зимових Олімпійських ігор в командних змаганнях (двійка) в Турині, посівши 12 місце (найбільший його успіх). На світових форумах саночників значних успіхів не здобував (перебуваючи, зазвичай, в межах 2-го десятка). 